# Amtsgebäude Hagen im Bremischen
Das ehemalige Amtsgebäude Hagen im Bremischen, südöstlich der Martin-Luther-Kirche, in der niedersächsischen Gemeinde Hagen im Bremischen, im Landkreis Cuxhaven, Amtsplatz 2, stammt vom Anfang des 18. Jahrhunderts.
Aktuell (2024) wird es als Grundschule an der Staleke und Außenstelle des benachbarten Rathauses genutzt.
Das Gebäude steht unter Denkmalschutz (siehe auch Liste der Baudenkmale in Hagen im Bremischen).

## Geschichte
Der Erzbischof von Bremen Gerhard II. setzte für die Verwaltung und Rechtsprechung von Burghagen einen Vogt ein. Als Oberdeichgraf in Osterstade übte der Vogt zugleich die Marktgerichtsbarkeit aus. Der Vogt wohnte im Amtsgebäude, der späteren Försterei.
Das zweigeschossige neunachsige klassizistische Gebäude in verputztem Fachwerk mit ziegelgedecktem Walmdach und symmetrischen Fassaden wurde 1704 als Amtshaus mit Gerichtsstube und Wohnung für den Amtmann gebaut. Der mittige Eingang wird über eine zweiläufige Freitreppe an der Straßenseite erreicht. Durch eine Reihe von Sanierungen und Umbauten veränderten sich die Fassade und der Grundriss.
Von 1895 bis 1928 wurde es als Forstamt genutzt, seit 1930 als Volksschule Hagen und seit 1968 als Mittelpunktschule Hagen. Es ist nach der Sanierung seit 1976 Teil des Komplexes der Grundschule. An ihr werden auch die Kinder benachbarter Dörfer unterrichtet. Den Namen Grundschule an der Staleke erhielt sie 2009 nach der legendären Gerichtseiche in Burgnähe, die 1248 Erwähnung fand. Es wurden 2023/24 an der seit 2013 Inklusiven Schule 212 Kinder von 15 Lehrkräften und fünf pädagogischen Mitarbeiterinnen unterrichtet.
Das Landesdenkmalamt befand u. a.: „Amtshaus aus dem frühen 18. Jahrhundert, das sich schlicht in zeit- und gebäudetypischer Gestaltung zeigt.“